# 次亜塩素酸ナトリウム
次亜塩素酸ナトリウム（じあえんそさんナトリウム、英: sodium hypochlorite）は次亜塩素酸のナトリウム塩である。化学式は NaClO で、次亜塩素酸ソーダとも呼ばれる。希釈された水溶液はアンチホルミンとも呼ばれる。水溶液は塩基性を示す。
水酸化ナトリウムの水溶液に塩素を通じて得られる。物質は不安定なため、水溶液として貯蔵、使用される。水溶液は安定で長期保存が可能だが、時間と共に自然分解し酸素を放って塩化ナトリウム水溶液（食塩水）に変化していく。また、不均化も発生する。高濃度の状態ほど分解しやすく、低濃度になると分解しにくくなる。高温や紫外線で分解が加速する。10℃上昇するごとに約3倍分解速度が増加する。常温保存では濃度維持が出来ない。
{\displaystyle {\ce {2NaOH + Cl2 -> NaCl + NaClO + H2O}}}
酸化作用、漂白作用、殺菌作用があり、飲料水やプールの水に添加されたり、漂白剤として使用される。
独特の臭気がある。この臭気は俗に「プールの臭い」などと表現される。ただし、プールで利用される次亜塩素酸ナトリウムの濃度はかなり薄く、プールの匂いは実際には次亜塩素酸ナトリウムを構成する塩素と汗や尿の一成分であるアンモニアが化学反応して生成されたクロラミンによるものである。
生成方法としては、上記の反応のほかに、海水を電気分解する方法もある。この方法は主に、海を航行する船舶や臨海にある工場施設において、海水を流す配管に海洋生物が付着するのを防ぐために使われる。2016年（平成28）年度日本国内生産量（12 %換算）は 891,976 t、消費量は 29,622 t である。

## 利用

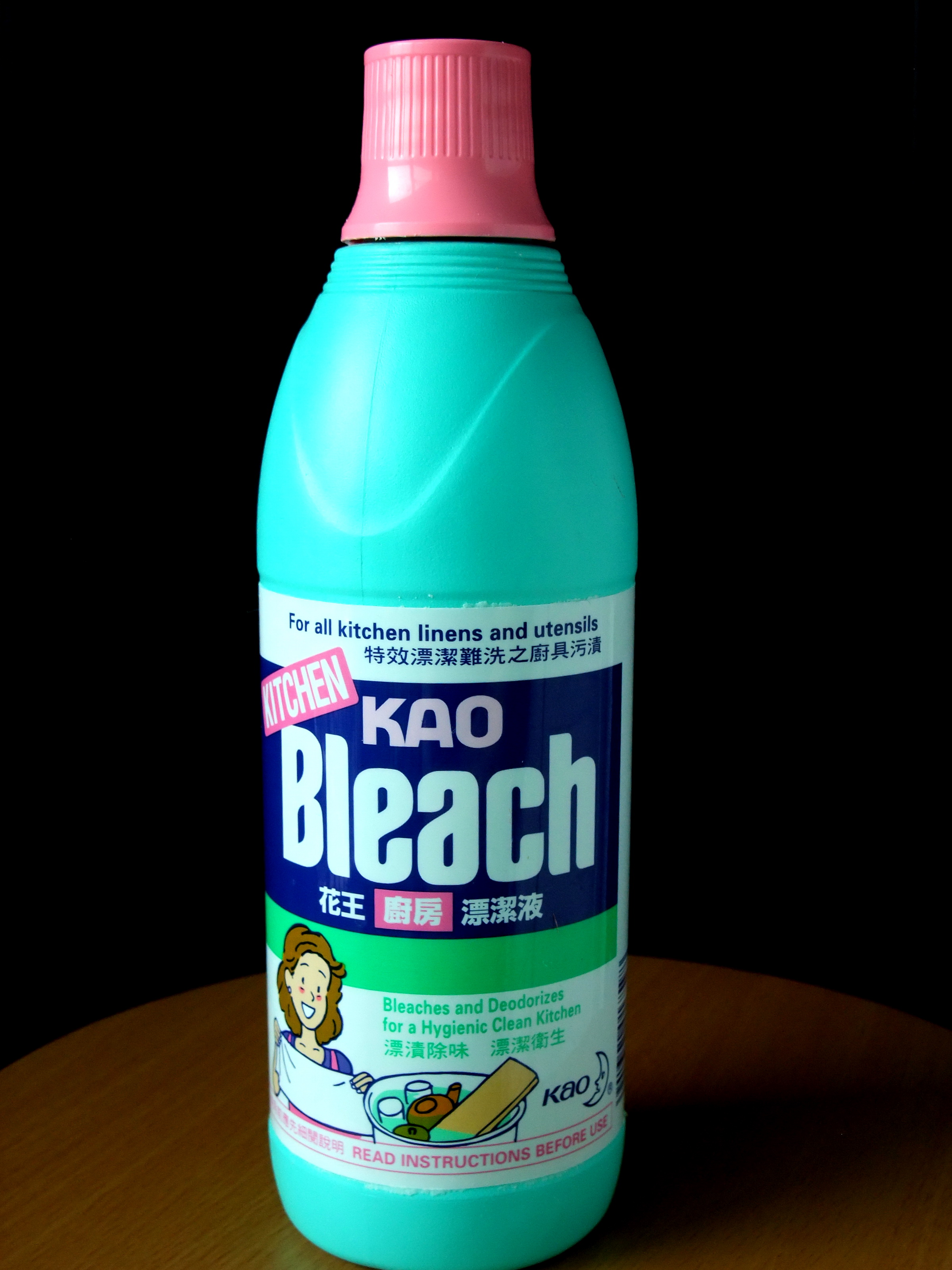
花王ブリーチ

上水道やプールの殺菌に使用されている。家庭用に販売されている液体の塩素系漂白剤や、殺菌剤（洗濯用、キッチン用、ほ乳ビンの殺菌用など）などに使用されており、製品によっては少量の界面活性剤（中性洗剤の主成分）やアルカリ剤などが加えられている。また風呂水の殺菌・再利用にも用いられ、業務用が市販されている。
水溶液はアンチホルミンという商品名で食品添加物として使われる。

### 漂白
家庭用漂白剤は一般に、重量比で3 - 8%の次亜塩素酸ナトリウムと、0.01 - 0.05%の水酸化ナトリウム(NaOH)を含む。水酸化ナトリウムの添加は、次亜塩素酸ナトリウムが塩化ナトリウムと塩素酸ナトリウムに分解してしまうのを遅らせるためである。
製紙分野で漂白剤（通称「ハイポ」）として用いられる。

### 脱染
次亜塩素酸ナトリウムには脱染特性があり、金型の汚れ落とし、歯のフッ素症の除去、食器の汚れ落とし（とりわけ茶のタンニンによる汚れ）などに利用されている。洗濯用合成洗剤にも添付されている。

### 殺菌消毒
殺菌料としては野菜・果実・鶏卵の消毒にも用いられるが、ゴマに対する使用は禁じられている。
消毒にも使用される。適切な濃度で使用すればノーウォークウイルスを含む多くの細菌やウイルス、芽胞に効果を示すため、医療器具やリネンの消毒に使用されている。殺菌効果は次亜塩素酸と次亜塩素酸イオンの酸化力に依存している。これらが有機物に触れると相手を酸化すると同時に、自身も分解して殺菌効果が急速に減少してゆく。水溶液はアルカリ性であるが強い酸化力を持つため、金属に使用すると錆が発生する。
有効成分は、水溶液中の次亜塩素酸(HClO)及び次亜塩素酸イオン(ClO−)である。消毒対象によって異なるが、「次亜塩素酸」は次亜塩素酸イオンに比べて、殺菌力が数倍 - 数十倍と高い傾向にある。水溶液のpHによって二者の存在比が変化し、それに伴って消毒効果も変化する。次亜塩素酸ナトリウムに希塩酸を加えてpH6程度に調整し、殺菌力を増した製品が市販されている。これは弱酸性電解水に近い殺菌力を持つ。後述の通り、強い酸性に傾けるほど塩素ガスが発生して危険であり、保存性も下がる。
上述のように、上下水道関連施設には塩素による殺菌のため次亜塩素酸ナトリウムが微量添加されており、鑑賞魚の飼育にそのまま用いることは出来ない。しかし、水道水を数時間ほど太陽光にさらすことで、次亜塩素酸同様に、次亜塩素酸ナトリウムを不均化・分解することができる。

### 消臭
次亜塩素酸ナトリウムには消臭能力があり、それは脱染特性と密接に関連している。

## 安全性
マウスの経口毒性はLD50 = 5800 mg/kg。接触皮膚炎を起こす。

## 危険性
以下は一般使用上における危険性について記す。

### 酸との反応
漂白剤や殺菌剤といった次亜塩素酸ナトリウム水溶液を、塩酸などの強酸性物質（トイレ用洗剤など）と混合すると、黄緑色の有毒な塩素ガスが発生する。これにより、浴室で洗剤をまぜたことによる死亡事故も起きており、次亜塩素酸ナトリウムを含有する家庭用製品には『混ぜるな危険』の注意書きがされている。また、塩酸ほどではないものの、食酢やクエン酸、炭酸を大量に加えた場合も同様の反応が起き、塩素が発生することがある。
{\displaystyle {\ce {NaClO + 2HCl -> NaCl + H2O + Cl2}}}

### 空間除菌剤としての販売
次亜塩素酸ナトリウムを含んだ錠剤を不織布で包み、首からさげる「空間除菌剤」と称して一部メーカーから販売されていたが、汗などで濡れると、局所的に高濃度の水溶液を生成し化学火傷を起こすため、消費者庁から使用中止の呼びかけが行われた。また、亜塩素酸ナトリウムを原料とした空間除菌剤も販売されており、前述の次亜塩素酸を原料とした空間除菌剤と混同する向きも見られた。消費者庁においてメーカー別の空間除菌剤の安全性を比較した情報提供が行われている。なお、次亜塩素酸ナトリウムの空気への拡散を利用した消毒薬の効果は十分に検証されていない。

### 水溶液の噴霧による除菌
除菌を目的として、次亜塩素酸ナトリウム水溶液を空間に噴射するスプレー等も一部メーカーから販売されているが、厚生労働省は、人がいる空間への次亜塩素酸ナトリウム水溶液の噴霧については、眼や皮膚に付着したり吸入したりすると危険であり、噴霧した空間を浮遊する全てのウイルスの感染力を滅失させる保証もないことから、絶対に行ってはいけないと警告している。新型コロナウイルスの流行に伴い、次亜塩素酸ナトリウムを含む漂白剤水溶液を加湿器に入れて噴霧したための事故も起きている。
次亜塩素酸ナトリウム水溶液を吸入した場合には呼吸器への刺激が生じ、急性的な症状として、化学熱傷や失明のおそれがあり、長期曝露、反復曝露は全身毒性の障害のおそれがある。また次亜塩素酸ナトリウムと水酸化ナトリウムを混合した溶液を噴霧した空間で生活していたところ、喉頭肉芽腫を生じたとする報告がある。

## 有機塩素化合物
次亜塩素酸ナトリウムによる漂白は、遊離塩素による塩素化反応なので、トリハロメタンを始めとする多種多様な有機塩素化合物を生成する。しかし、有機塩素化合物は、高濃度で吸入、経口摂取しなければ問題はないため、十分に換気を行えば、洗濯やまな板除菌等、日常的な用途において健康上の問題は生じない。ただし、洗浄が不十分なことにより、容器に残留した次亜塩素酸ナトリウムが、前述のように酸性系統の薬剤（市販品含む）と反応して塩素ガスを生成したり、エタノール（消毒用を含む）と反応して有害なクロロホルムを生成する事がある。

### 食品への使用
ホウレンソウを次亜塩素酸ナトリウムで処理した場合のクロロホルムの生成量は微酸性次亜塩素酸水よりも多く、0.07ppmであったとされるが、これはアメリカのスーパーマーケットにおける調査での食品中に含まれていたクロロホルムの平均濃度である0.071ppmと同程度である。

## 関連文献
- 小方芳郎、木村眞「次亜ハロゲン酸塩による酸化 : 廃水浄化に関連して」『有機合成化学協会誌』第37巻第7号、有機合成化学協会、1979年、581-594頁、doi:10.5059/yukigoseikyokaishi.37.581。